# Epistulae (Plinius)

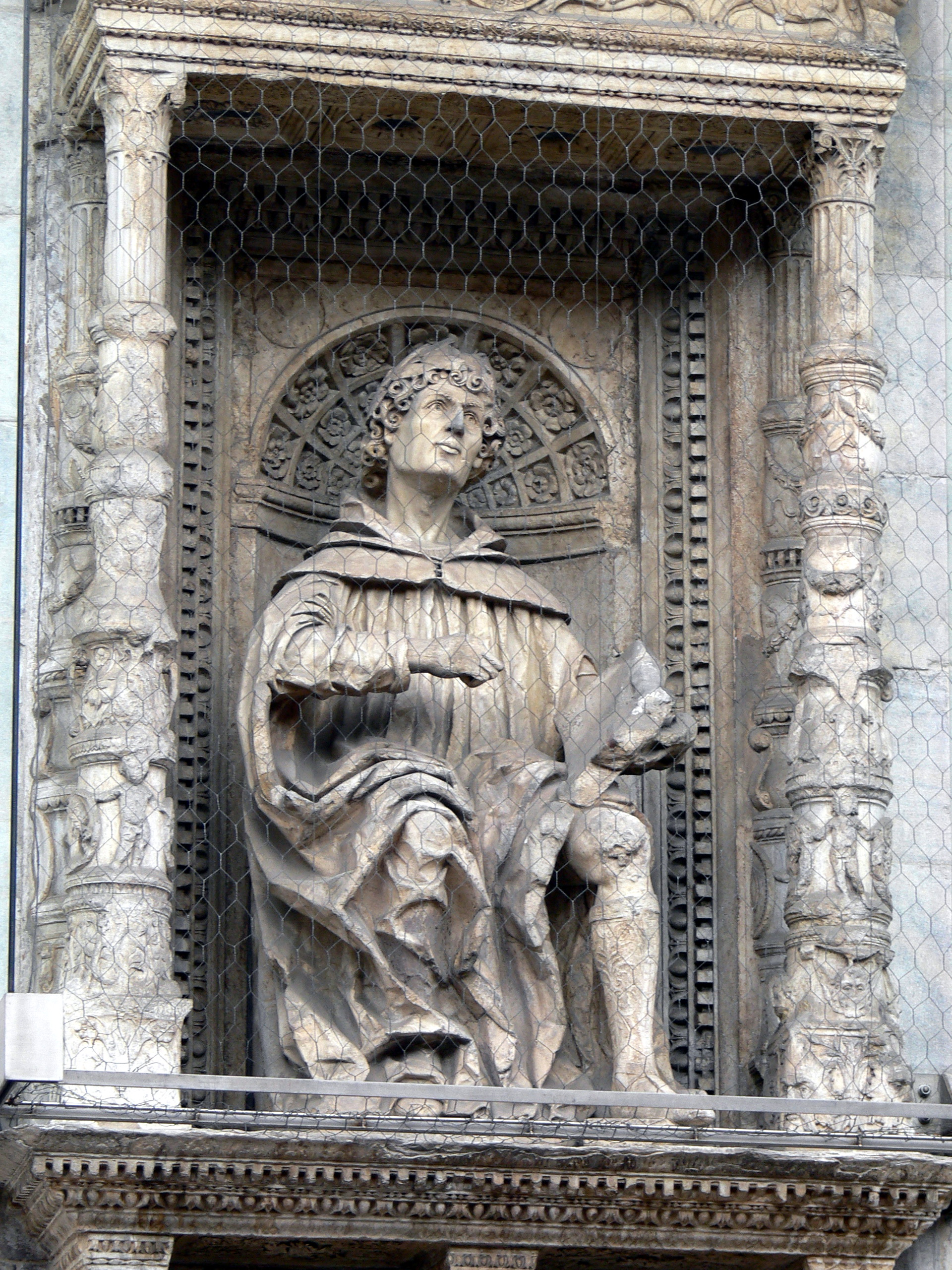
Standbeeld van Plinius de Jongere

De Epistulae (Latijn voor Brieven) vormen het bekendste werk van de Romeinse schrijver Plinius de Jongere (62 – circa 113).

## Overzicht
Het betreft een verzameling brieven die Plinius aan zijn vrienden, familieleden en sociale relaties schreef. De eerste 247 brieven zijn in negen boeken gebundeld, hoofdzakelijk geschreven tussen de jaren 96 en 109. Een tiende boek bevat de correspondentie met Trajanus, die het bestuur van de provincie Bithynia-Pontus, waar Plinius vanaf 110 gouverneur was, tot onderwerp heeft. Ook Trajanus' antwoorden zijn overgeleverd. Deze 121 brieven aan en van Trajanus dateren uit 110 tot 112, de laatste jaren van Plinius' leven.

## Inhoud
De bekendste twee brieven uit de Epistulae staan in boek VI. Deze brieven zijn gericht aan zijn vriend Tacitus en hierin geeft Plinius een ooggetuigenverslag van de uitbarsting van de Vesuvius in 79, waarbij de stad Pompeii werd verwoest. Hierbij kwam zijn oom Plinius de Oudere om het leven. Twee andere historisch belangrijke brieven, de briefwisseling tussen Plinius en Trajanus over christenen, staan in boek X. Dit is de oudste vermelding van het bestaan van christenen en Plinius geeft een beeld van de wijze waarop de christenen in zijn tijd werden behandeld.
Stilistisch gezien zijn de eerste negen boeken verzorgder. Dit komt waarschijnlijk omdat Plinius deze zelf gereed heeft gemaakt voor publicatie, terwijl de brieven aan Trajanus waarschijnlijk gepubliceerd zijn zoals ze ambtshalve verstuurd zijn.

## Edities
De editio princeps van de Epistulae, geredigeerd door L. Carbo en gepubliceerd in Venetië in 1471, was gebaseerd op een van de manuscripten van de overlevering van de negen boeken. Nadat er vijf edities van Plinius' negen boeken waren gedrukt, kwam Hiëronymus Avantius van Verona in mei 1502 met een incomplete en corrupte versie van boek 10, die talloze fouten zoals spelfouten bevatte en de eerste 26 brieven wegliet. De eerste volledige editie inclusief boek 10 werd voorbereid door Aldus Manutius, die een overlevend 5e-eeuws manuscript gebruikte dat was gevonden in de abdij van Saint-Victor (zes bladen daarvan zijn nog steeds bewaard gebleven als manuscript M.462 in de Pierpont Morgan Library) en in 1508 gepubliceerd in Venetië. Sir Roger Mynors' uitgave, gepubliceerd te Oxford in 1963, wordt gezien als de beste moderne editie van de Epistulae.

## Nederlandse vertalingen/selecties
- Plinius: Mijn lieve Calpurnia. Romeinse vrouwenportretten, vert. Vincent Hunink. Athenaeum - Polak & Van Gennep, 2020.
- Plinius: Majesteit! Correspondentie met keizer Trajanus, vertaald door Vincent Hunink en Roald Dijkstra, 2018, ISBN 9789025309626.
- Plinius: Mijn landhuizen. Brieven over Romeinse villa's, vert. Vincent Hunink. Athenaeum - Polak & Van Gennep, 2017.
- Plinius: De Vesuvius in vlammen. Brieven aan Tacitus, vert. Vincent Hunink. Athenaeum - Polak & Van Gennep, 2016.
- Plinius de Jongere: De brieven. Vertaald door Ton Peters, 2001.
- Plinius Minor: Lofrede op keizer Trajanus : Panegyricus. Vertaald, ingeleid en voorzien van aantekeningen door F.J.A.M. Meijer en D. den Hengst. Ambo, 1990.
- J.J. Hartman, De brieven van Plinius, in: id., Honderd jaar geestelijk leven in den Romeinschen keizertijd, 1918, p. 247-555.